# Équipe d'Afrique du Sud féminine de water-polo
L’équipe d'Afrique du Sud féminine de water-polo est l'équipe nationale féminine de water-polo de l'Afrique du Sud. 
Elle fait sa première apparition aux Jeux olympiques, aux Jeux de 2020 à Tokyo ; l'équipe termine dernière du tournoi.  La meilleure performance des Sud-Africaines aux Championnats du monde est une 14e place en 2019. Elles obtiennent leur meilleur classement en Coupe du monde en 2014 avec une 7e place.

## Performances dans les compétitions internationales

### Jeux olympiques
- 2020 : 10e place
- 2024 : Ne participe pas